# Order Pirogowa
Order Pirogowa (ros. Орден Пирогова) – rosyjskie odznaczenie państwowe. Nazwane na cześć Nikołaja Pirogowa, rosyjskiego lekarza żyjącego w XIX wieku, uważanego za twórcę wojskowej chirurgii polowej, a także chirurgii jako dyscypliny naukowej.
Order został stanowiony dekretem Prezydenta Federacji Rosyjskiej Władimira Putina z dnia 19 czerwca 2020 roku nr 404 „O ustanowieniu Orderu Pirogowa i Medalu Łukasza Krymskiego”.
Order nadawany jest obywatelom Rosji za poświęcenie w zapewnianiu opieki medycznej w sytuacjach nadzwyczajnych, w warunkach epidemii, w czasie operacji wojskowych i w innych okolicznościach zagrażających życiu, za zasługi w zakresie praktycznej działalności lekarskiej oraz wysoce skuteczną organizację pracy w zakresie diagnostyki, profilaktyki i leczenia chorób szczególnie niebezpiecznych, wkład w umacnianie zdrowia publicznego, zapobieganie występowaniu i rozwojowi chorób zakaźnych i niezakaźnych, a także w innych przypadkach określonych w ustawie. W przypadkach określonych w statucie order może być przyznawany obcokrajowcom za opiekę medyczną w skomplikowanych przypadkach klinicznych, leczenie szczególnie niebezpiecznych chorób, aktywny udział w działalności naukowej rosyjskich organizacji medycznych i inne zasługi. Mottem Orderu Pirogowa jest „Милосердие, долг, самоотверженность” („Miłosierdzie, obowiązek, poświęcenie”).

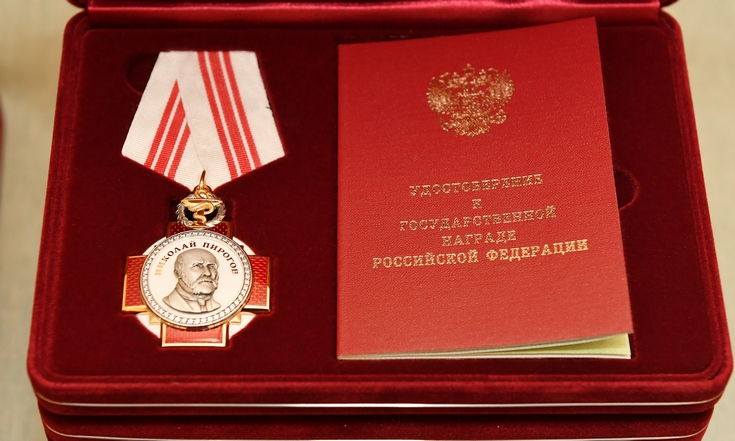
Order Pirogowa z legitymacją

W systemie odznaczeń ZSRR nie było odznaczeń państwowych noszących imię Pirogowa, jednak propozycja ustanowienia Orderu Pirogowa została po raz pierwszy wysunięta już podczas II wojny światowej i była omawiana na najwyższym szczeblu władz w okresie powojennym. Zachowały się szkice projektów dla Orderu Pirogowa autorstwa różnych radzieckich artystów i architektów, ale żaden z nich nie został nigdy zrealizowany. Powstanie Orderu Pirogowa w Federacji Rosyjskiej nastąpiło w czasie pandemii COVID-19: pierwszymi odznaczonymi byli pracownicy medyczni i wolontariusze, którzy wyróżnili się w walce z rozprzestrzenianiem się infekcji koronawirusa.